# Broń automatyczna

Cykl pracy broni automatycznej (samoczynnej) na przykładzie karabinu maszynowego Lewis

Broń automatyczna – rodzaj broni palnej, w której kolejne fazy cyklu pracy broni (poza wprowadzeniem pierwszego naboju do komory nabojowej i uruchomieniem mechanizmu spustowego) są wykonywane bez użycia energii strzelającego.
Broń automatyczną dzieli się ze względu na rodzaj energii wykorzystanej do użycia automatyki broni na: gazodynamiczną, napędową i mieszaną, a ze względu na rodzaj ognia na: samoczynną, samopowtarzalną i samoczynno-samopowtarzalną.